# Abwehrgruppe-112
Abwehrgruppe-112 – oddział rozpoznawczo-wywiadowczy Abwehry podczas II wojny światowej
Grupa podlegała Abwehrkommando-4. Operowała w okupowanej północnej części Rosji w pasie działań niemieckiej 18 Armii gen. Georga von Küchlera. Kadra niemiecka składała się m.in. z kpt. Herzberga, kpt. Hoppa, kpt. Schotta, por. von Kleista, por. Reussa, ppor. Schmidta. Spośród Białych Rosjan służył por. Borys Rudin. Agentura była werbowana spośród jeńców wojennych z Armii Czerwonej osadzonych w obozach w północnej części Rosji. Agenci byli wykorzystywani na okupowanych terenach ZSRR, a także byli przerzucani przez linię frontu. W październiku 1941 r. Abwehrgruppe stacjonowała we wsi Siwierskij w rejonie Gatczyny. Występowała pod nazwą Siwierski Punkt Przesyłowy. W styczniu 1944 r. przeniosła się do Pskowa, zaś w lutym tego roku na terytorium okupowanej Estonii. Dalszy szlak bojowy wiódł przez Łotwę do litewskich Taurogów we wrześniu. Przemianowano ją na Grupę Kellera. Wiosną 1945 r. poddała się Amerykanom.